# Selah (település)
Selah az Amerikai Egyesült Államok északnyugati részén, Washington állam Yakima megyéjében elhelyezkedő város. A 2010. évi népszámlálási adatok alapján 7147 lakosa van.
Selah 1919. március 17-én kapott városi rangot.

## Éghajlat
A város éghajlata mediterrán (a Köppen-skála szerint Csb).
| Hónap                         | Jan.  | Feb.  | Már.  | Ápr. | Máj. | Jún. | Júl. | Aug. | Szep. | Okt.  | Nov.  | Dec.  | Év    |
| ----------------------------- | ----- | ----- | ----- | ---- | ---- | ---- | ---- | ---- | ----- | ----- | ----- | ----- | ----- |
| Rekord max. hőmérséklet (°C)  | 20,0  | 21,1  | 27,2  | 33,3 | 38,9 | 42,2 | 42,8 | 43,3 | 37,8  | 32,2  | 22,8  | 19,4  | 43,3  |
| Átlagos max. hőmérséklet (°C) | 3,9   | 8,3   | 11,7  | 17,8 | 22,2 | 26,7 | 31,1 | 30,6 | 25,6  | 17,8  | 8,9   | 2,2   | 17,3  |
| Átlagos min. hőmérséklet (°C) | −5,0  | −3,3  | −1,1  | 1,1  | 5,6  | 8,9  | 11,7 | 11,1 | 6,7   | 1,1   | −2,8  | −6,1  | 2,4   |
| Rekord min. hőmérséklet (°C)  | −29,4 | −31,7 | −18,3 | −7,8 | −3,9 | −1,1 | 1,1  | 1,7  | −4,4  | −15,6 | −25,0 | −27,2 | −31,7 |
| Átl. csapadékmennyiség (mm)   | 29    | 21    | 16    | 14   | 15   | 16   | 6    | 7    | 9     | 14    | 27    | 39    | 213   |
| Forrás: The Weather Channel   |       |       |       |      |      |      |      |      |       |       |       |       |       |

## Népesség
A 2010-es népszámláláskor a városnak 7147 lakója, 2658 háztartása és 1861 családja volt. A népsűrűség 602,6 fő/km2. A lakóegységek száma 2759, sűrűségük 232,6 db/km2. A lakosok 85,8%-a fehér, 0,5%-a afroamerikai, 1,3%-a indián, 0,7%-a ázsiai, 0,2%-a a Csendes-óceáni szigetekről származik, 8,4%-a egyéb, 3,1%-a pedig kettő vagy több etnikumú. A spanyol vagy latino származásúak aránya 16,4% (   )
A háztartások 42,6%-ában élt 18 évnél fiatalabb. 47,2% házas, 17,2% egyedülálló nő, 5,6% egyedülálló férfi, 30% pedig nem család. 24% egyedül élt; 8,6%-uk 65 éves vagy idősebb. Egy háztartásban átlagosan 2,64 személy élt; a családok átlagmérete 3,12 fő.
A medián életkor 31,5 év volt. A város lakóinak 29,6%-a 18 évesnél fiatalabb, 9,5% 18 és 24 év közötti, 27,9%-uk 25 és 44 év közötti, 22,8%-uk 45 és 64 év közötti, 10,1%-uk pedig 65 éves vagy idősebb. A lakosok 48,2%-a férfi, 51,8%-a pedig nő.

## Fordítás
Ez a szócikk részben vagy egészben  a   Selah, Washington című angol Wikipédia-szócikk ezen változatának fordításán alapul.  Az eredeti cikk szerkesztőit annak laptörténete sorolja fel. Ez a jelzés csupán a megfogalmazás eredetét és a szerzői jogokat jelzi, nem szolgál a cikkben szereplő információk forrásmegjelöléseként.